# Теорема Крамера — Вольда
Теоре́ма Кра́мера — Во́льда — твердження в статистиці, теорії ймовірностей та теорії міри, що дозволяє звести окремі властивості багатовимірних ймовірнісних розподілів до одновимірних. Названа на честь шведського математика Гаральда Крамера і норвезького статистика Германа Вольда.

## Твердження теореми
Нехай
{\displaystyle {\overline {X}}_{n}=(X_{n1},\dots ,X_{nk})\;}
і
{\displaystyle \;{\overline {X}}=(X_{1},\dots ,X_{k})} — випадкові вектори розмірності  k. Тоді {\displaystyle X_{n}\to ^{\!\!\!\!\!\!\!{\mathcal {D}}}X} (збіжність за розподілом) якщо і тільки якщо:
{\displaystyle \sum _{i=1}^{k}t_{i}X_{ni}\to ^{\!\!\!\!\!\!\!{\mathcal {D}}}\sum _{i=1}^{k}t_{i}X_{i}.}
для кожного {\displaystyle (t_{1},\dots ,t_{k})\in \mathbb {R} ^{k}}, тобто довільна фіксована лінійна комбінація {\displaystyle {\overline {X}}_{n}} збігається за розподілом до відповідної лінійної комбінації елементів вектора {\displaystyle {\overline {X}}}.
Зокрема {\displaystyle X{\overset {\mathcal {D}}{=}}Y} (тобто випадкові вектори розмірності k мають однаковий розподіл) тоді і тільки тоді коли {\displaystyle \sum _{i=1}^{k}t_{i}X_{i}\,{\overset {\mathcal {D}}{=}}\,\sum _{i=1}^{k}t_{i}Y_{i},\;\forall (t_{1},\dots ,t_{k})\in \mathbb {R} ^{k}.}

## Доведення
Теорема Крамера—Вольда легко одержується з властивостей характеристичної функції, що у багатовимірному випадку визначається формулою:
{\displaystyle \varphi _{X}(t)=\operatorname {E} {\big [}\,\exp({i\,t^{T}\!X})\,{\big ]}.}
Згідно з властивостями характеристичних функцій {\displaystyle X_{n}\to ^{\!\!\!\!\!\!\!{\mathcal {D}}}X\iff \varphi _{X_{n}}(\cdot )\to \varphi _{X}(\cdot ),} де збіжність функцій є поточковою.
Але {\displaystyle \varphi _{X}(st)=\varphi _{t^{'}X}(s)} і тому:
{\displaystyle {\begin{aligned}X_{n}\to ^{\!\!\!\!\!\!\!{\mathcal {D}}}X&\iff \varphi _{X_{n}}(st)\to \varphi _{X}(st),\;\forall s\in \mathbb {R} ,\forall t\in \mathbb {R} ^{k}\iff \\&\iff \varphi _{t^{'}X_{n}}(t)\to \varphi _{t^{'}X}(st),\;\forall s\in \mathbb {R} ,\forall t\in \mathbb {R} ^{k}\iff \\&\iff \sum _{i=1}^{k}t_{i}X_{ni}\to ^{\!\!\!\!\!\!\!{\mathcal {D}}}\sum _{i=1}^{k}t_{i}X_{i}\;\forall t\in \mathbb {R} ^{k}.\end{aligned}}}